# 妇妌
婦妌，商朝君主武丁王后之一。廟號母戊，在甲骨中又稱妣戊、婦井。婦妌為中國名鼎司母戊鼎的享器者，學者推測婦妌可能為商王祖庚或祖甲的母親。

## 生平事蹟
有關婦妌的生平事蹟知道的非常少，相關資訊完全是由出土文獻所獲得。相關文獻除了著名的司母戊鼎之外，《殷墟甲骨刻辞类纂》中還有200多条的记载，內容包含武丁對於婦妌日常起居、健康狀況、懷孕、分娩進行的占卜，以及對於祖先祈求婦妌平安的禱詞，足見武丁對其十分重視。曹兆蘭曾在其著作《金文女性称谓中的古姓》中提到「婦某」的「某」字大約逾半数与国族名相关，後人依此推測婦妌為井方方伯之女。
曹兆蘭在其著作中提到只有直系先王的配偶 ，並曾立為正妃者才能入祀。武丁的后妃眾多，但根據後世的卜辭得知配祀武丁的只有三人，即婦好、婦妌，及婦癸（音軌），而當中活動最為頻繁的當屬婦好及婦妌。根據卜辭，我們知道婦妌和婦好一樣，皆參與征戰及祭祀。有關妊娠的卜辭，婦妌明顯較婦好多出許多，這說明婦妌可能為武丁生下不少王子。目前可稽考的資料得知，婦好僅有一子一女，唯一的兒子孝己還早夭，因此學者推測婦妌就是商王祖庚或祖甲的母親。

## 司母戊鼎

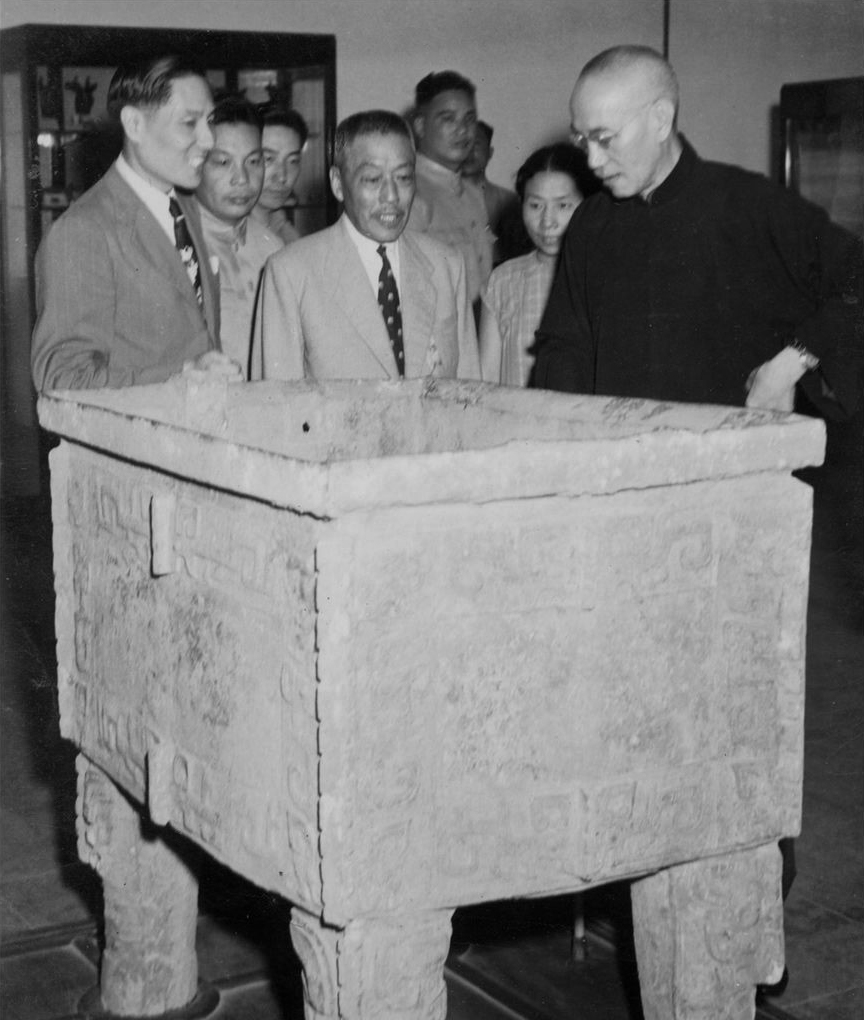
蒋介石参观司母戊大方鼎

1939年3月19日在河南省安陽縣（今安陽市殷都區北蒙街道）武官村吴培文家的農地中出土。司母戊鼎發現後被古董商萧寅卿欲以20萬大洋買下；但因鼎太重太大，移動困難，其便要求村民鋸斷大鼎然後運出，但僅鋸一耳便鋸不斷，惟有作罷，並重新埋下避免被其他人發現（該耳亦因為歲月而丟失）。
另有说法，大鼎在出土时只有一只立耳，另一只丢失。挖出鼎的村民为了便于运输，决定用钢锯锯鼎，但最后收效甚微，只锯开一个小口，只得作罢。最后是用回填土的办法，用了3个晚上把大鼎挖出地面。大鼎刚出土恰逢闻讯而来的日本人索要，当地村民为了防止大鼎被日本人抢走，村民将大鼎重新掩埋起来。
1946年司母戊鼎被重新掘出，原物先存於縣政府處。同年十月底，為慶祝國民政府主席蔣中正60壽辰，国民革命军第三十一集团军用專車把它運抵南京作壽禮，蔣指示撥交中央博物院籌備處保存，并精心复制了一只鼎耳补齐。
1948年5月29日，該鼎在南京首次公開展出，蔣總統親臨參觀並在鼎前留影。1949年國民政府离开大陆的时候将大批珍贵的铜器运往台湾，由于战事紧急，而司母戊鼎太重需要起重机吊装，当时无法找来起重机，只得留下。中華人民共和國成立後該鼎存於南京博物院，1959年轉交中國歷史博物館至今。